# Ялтинский городской совет
Я́лтинский городско́й сове́т (укр. Ялтинська міська рада, крымскотат. Yalta şeer şurası, Ялта шеэр шурасы) — орган местного самоуправления одноимённой территориальной общины Ялтинского района Автономной Республики Крым Украины, до 2023 года также являлся подчинённой совету территорией города республиканского значения Ялта Автономной Республики Крым (согласно позиции Украины; до 1991 года — в составе Крымской области, до 1945 года — в составе Крымской АССР). Орган местного самоуправления муниципального образования — городского округа Ялта Республики Крым Российской Федерации (согласно позиции России, фактически контролирующей Крым).
Административный центр (месторасположение одноимённого органа власти — горсовета) — город Ялта, Советская площадь, 1.

## История
В 1921 году в Крымской АССР РСФСР был образован Ялтинский район, выделенный в 1930 году как национальный татарский. На 1 октября 1931 года население составило 48850 человек (из них 13100 — сельского) в 52 населённых пунктах. В 1934 году город Ялта становится самостоятельной (вне района) административно-территориальной единицей, став городом республиканского значения: с этого времени Ялтинский городской совет подчиняется напрямую ЦИК Крымской АССР.
Газета «Всесоюзная здравница», ныне «Крымская газета» была основана 6 июля 1934 года как орган Ялтинского горкома ВКП(б) и Ялтинского городского совета народных депутатов.
В 1938 году Алупка получает статус города районного подчинения. В 1945 году Ялта стала входить в Крымскую область РСФСР в составе СССР уже как город областного подчинения.
В 1948 году Ялтинский район был ликвидирован, его территория подчинена Ялтинскому городскому совету: образована так называемая Большая Ялта от Фороса до Медведь-горы (Аю-Дага).
В 1954 году Ялтинский горсовет вместе со всей Крымской областью перешёл в УССР в составе СССР, в 1991 году — в Автономную Республику Крым Украины, в 2014 году в границах горсовета был образован городской округ Ялта Республики Крым России.
17 июля 2020 года парламент Украины, не признающей аннексию Крыма Российской Федерацией, принял постановление о новой сети районов в стране, которым предполагается объединить территории бывших Алуштинского и Ялтинского горсоветов в новообразованный Ялтинский район, однако это решение не вступало в силу до «возвращения Крыма под общую юрисдикцию Украины». 9 сентября 2023 года, несмотря на отсутствие контроля над полуостровом, вступили в силу поправки, которые ввели в действие данное постановление в отношении Крыма.

## Население
По данным всеукраинской переписи населения 2001 года население горсовета составляло 139 584 человека, этнический состав был следующим:
- русские — 65,6 %;
- украинцы — 27,6 %;
- белорусы — 1,6 %;
- крымские татары — 1,3 %;
- поляки — 0,2 %;
- молдаване — 0,2 %[7].

## Административное деление
В состав горсовета к 2014 году входили: 2 города и 7 поселковых советов, которые объединяют 2 города (Ялта и Алупка), 21 посёлок городского типа, 8 посёлков (сельского типа) и 1 село. В скобках указаны исторические названия сёл, изменённые в 1944—1948 годах после депортации крымских народов:
- 1 — город Ялта (территория, непосредственно подчинённая городскому совету Ялты)
- 2 — Алупкинский городской совет
  - Алупка
- 3 — Гаспринский поселковый совет
  - Гаспра
- 4 — Гурзуфский поселковый совет
  - Гурзуф
  - Даниловка (Ай-Даниль)
  - Краснокаменка (Кызылташ)
  - Линейное
  - Партизанское
- 5 — Кореизский поселковый совет
  - Кореиз
  - Мисхор — в настоящий момент в административном отношении не является отдельным населённым пунктом, а включён в состав Кореиза
- 6 — Ливадийский поселковый совет
  - Ливадия
  - Виноградное
  - Высокогорное (Тюзлер)
  - Горное (Эриклик)
  - Куйбышево (Исар)
  - Курпаты
  - Ореанда
  - Охотничье
- 7 — Массандровский поселковый совет
  - Массандра
  - Никита
  - Восход (Джемиет¹)
  - Отрадное (Магарач)
  - Советское (Долоссы)
- 8 — Симеизский поселковый совет
  - Симеиз
  - Береговое (Кастрополь¹)
  - Голубой Залив (Лимена)
  - Кацивели
  - Оползневое (Кикинеиз)
  - Парковое (Новый Кючюккой)
  - Понизовка
- 9 — Форосский поселковый совет
  - Форос
  - Олива¹
  - Санаторное (в прошлом сёла Мелас¹, Мухалатка и Мшатка)

1 посёлки были переименованы в 1960-е—1970-е годы.